# Jacobsparken
Jacobsparken är en park i Gamla staden i Hjo. Det ligger nära sammanflödet av Torggatan och Sjögatan, omedelbart öster om Sandtorget och väster om Trädgårdsgatan. Torggatan är den gamla infartsvägen västerifrån till Hjo, och Västertull låg vid Torggatan strax bortom Sandtorget. Parken anlades under sent 1800-tal.
Jacobsparken ligger i anslutning till Sandtorget, som förr kallades Lilla Torget. Marken var tidigare två tomter på obebyggd kvartersmark, vilka donerades av rådmannen Jacob Peterson till Hjo stad för att bli parkmark. På Gustaf Ljunggrens Karta över staden Hjo med dertill lydande egor från 1856 är tomterna markerade som del av Sandtorget. Sandtorget och Jacobsparken bildar tillsammans ett större triangulärt offentligt utrymme i den annars tätbebyggda medeltida stadsbebyggelsen.

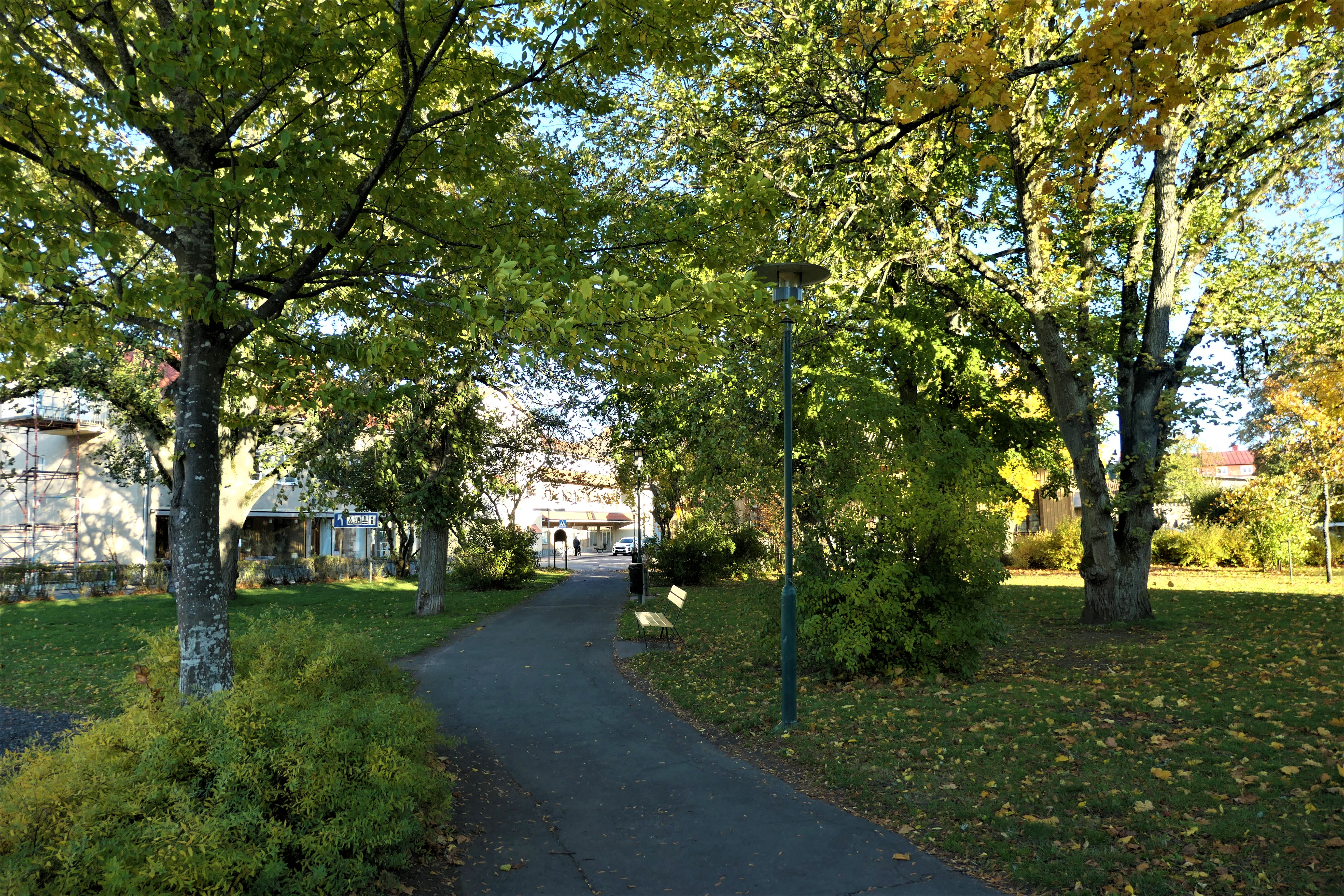
Vy genom Jacobsparken från sydväst.
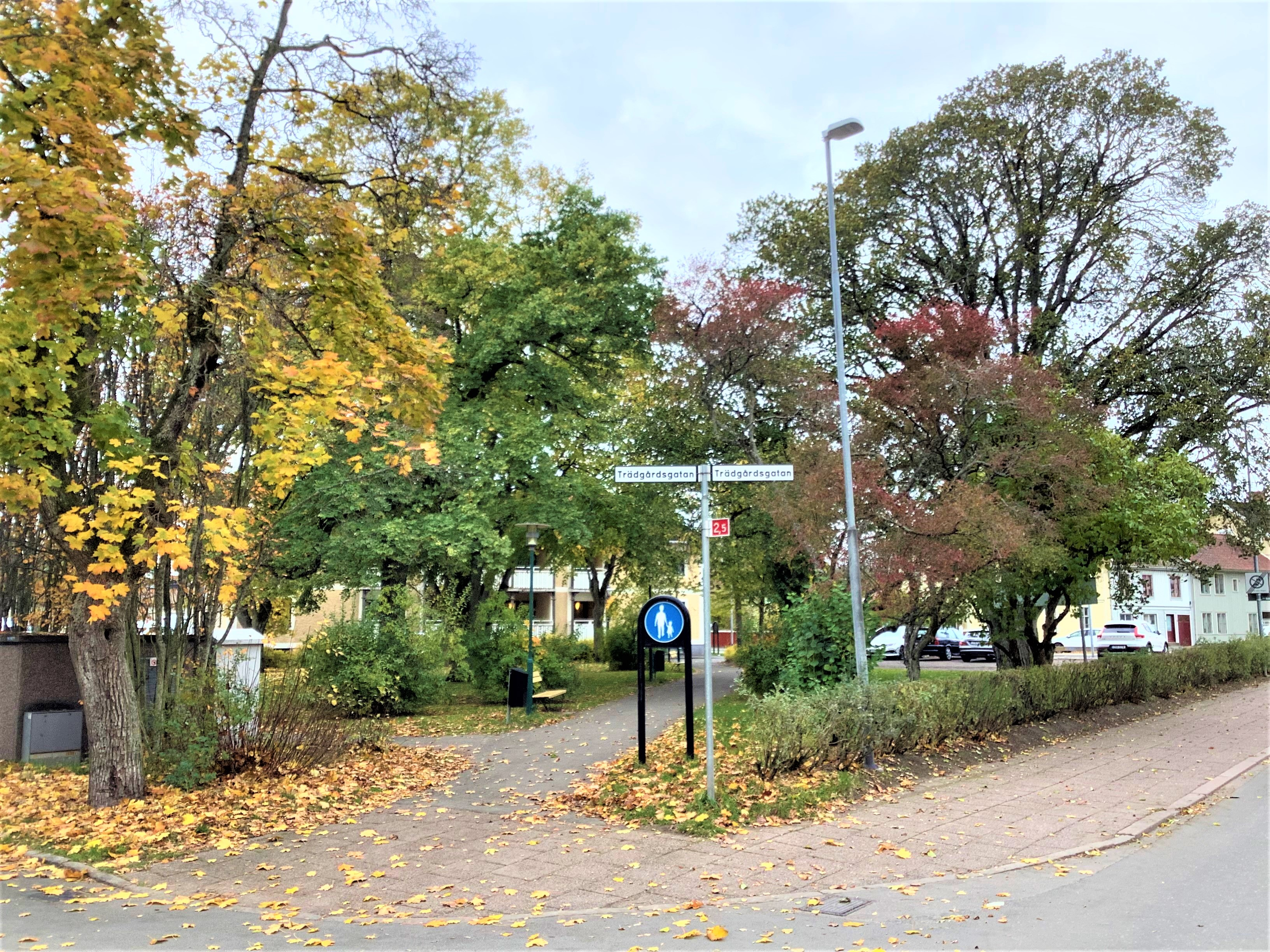
Jacobsparken från nordost, korsningen Trädgårdsgatan-Torggatan.
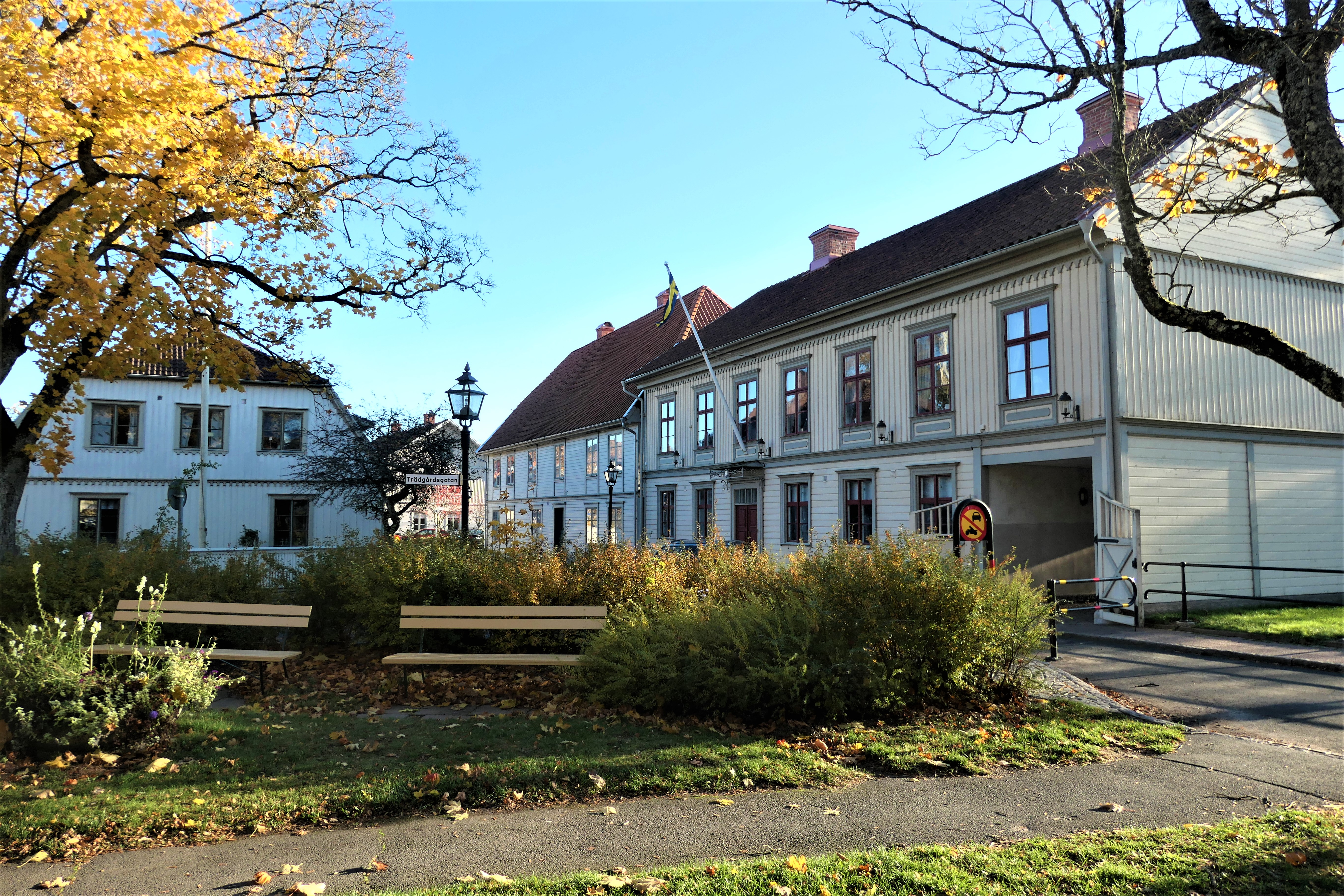
Vy genom parken mot Hörtigsgården rakt fram, i hörnet av Trädgårdsgatan och Sjögatan. Första byggnaden till vänster är tidigare Gästgivaregården, Sjögatan 9, andra Sjögatan 7.
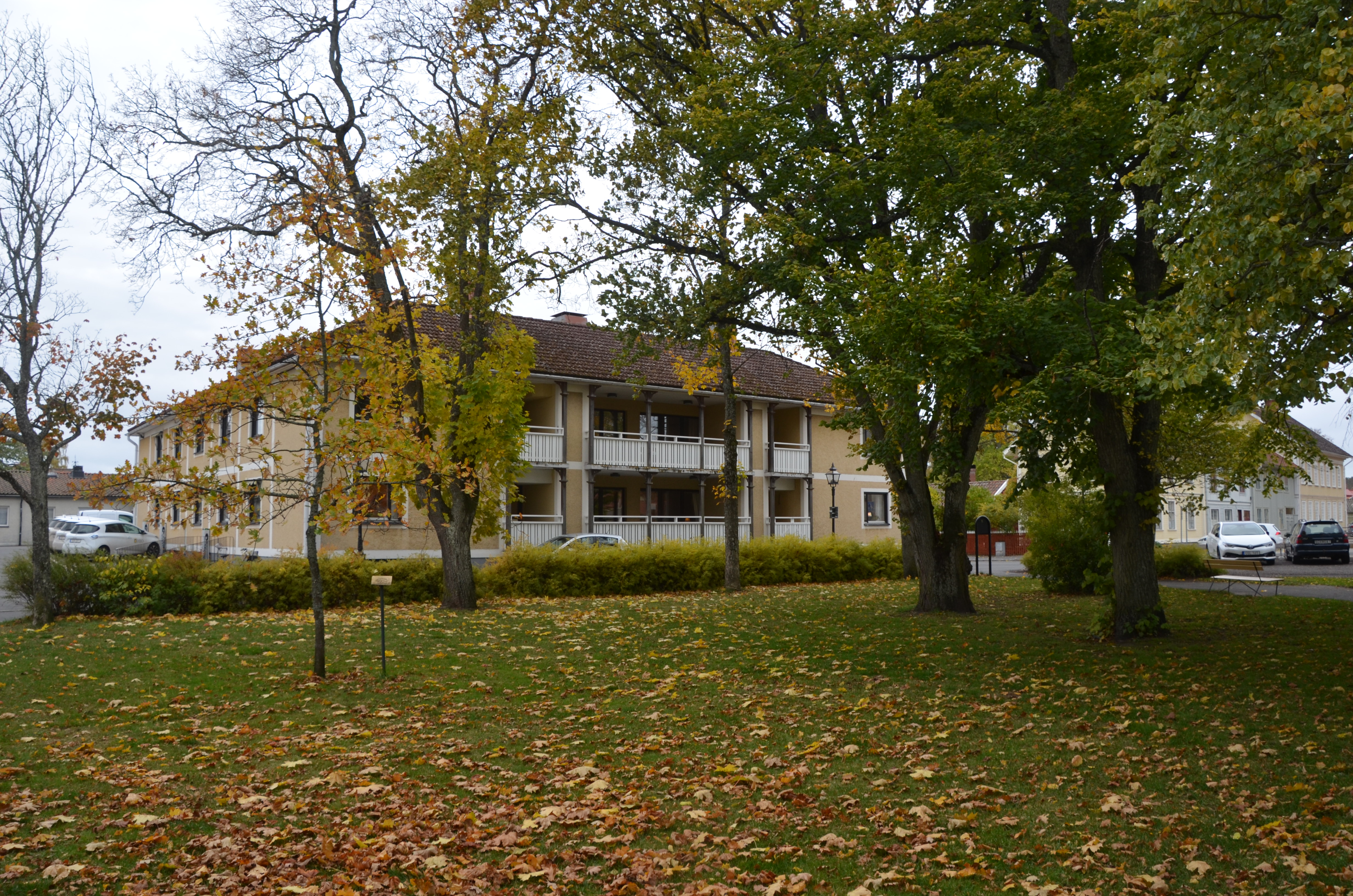
Servicehuset Vallgården vid Sjögatan/Skolgatan, sett från Jacobsparken.

## Byggnader
| Namn                    | Adress      | Kvarter                  | Beskrivning | Koordinater                                          | Bild |
| ----------------------- | ----------- | ------------------------ | --- | ---------------------------------------------------- | ---- |
| Lutherska missionshuset | Torggatan 5 | Duvan 4                  | Uppfört 1862 som missionshus | 58°18′03″N 14°17′10.8″Ö / 58.30083°N 14.286333°Ö     |      |
| Hörtigsgården           | Sjögatan 10 | Duvan 11                 | Bostadshus i en våning med äldre stomme, ombyggt på 1830-talet | 58°18′01.9″N 14°17′10.4″Ö / 58.300528°N 14.286222°Ö  |      |
| Gästgivaregården        | Sjögatan 9  | Vallgården 11            | Platsen har haft gästgivaregård från 1811, Byggnaden är troligen från 1800-talets mitt.                                                                                     | 58°18′01.8″N 14°17′09.5″Ö / 58.300500°N 14.285972°Ö; |      |
| Vallgården              | Vallgatan 2 | Vallgården               | Servicehuset Vallgården, som byggdes på 1960-talet. På tomten i hörnet Sjögatan/Skolgatan låg från 1860-talet Hjo småskola, som flyttat dit från hörnet Sjögatan/Långgatan. | 58°18′02.6″N 14°17′07.4″Ö / 58.300722°N 14.285389°Ö  |      |
|                         | Sjögatan 15 | Gamla Rådhuset 1         | Bostadshus i hörnet Sandtorget/Skolgatan med ursprunglig exteriör från 1870-talet                                                                                           | 58°18′3.2″N 14°17′05.9″Ö / 58.300889°N 14.284972°Ö;  |      |
|                         | Torggatan 6 | Kopparslagaren 3         | Putsat bostadshus i 2 !/2 våning på gammal stomme, påbyggt med en våning på 1930-talet                                                                                      | 58°18′04.4″N 14°17′06.7″Ö / 58.301222°N 14.285194°Ö  |      |
|                         | Köpmannen 1 | Torggatan/Trädgårdsgatan | Butiks- och bostadshus från 1938, ritat för en livsmedelsaffär i bottenvåningen av Sveriges Köpmannaförbunds Arkitektkontor i Stockholm. Fasaden är i terrasitputs.         | 58°18′04.2″N 14°17′09.7″Ö / 58.301167°N 14.286028°Ö  |      |